# Ewald von Kleist (feldmarszałek)
Ewald von Kleist, właściwie Paul Ludwig Ewald von Kleist (ur. 8 sierpnia 1881 w Braunfels an der Lahn, zm. 13 listopada 1954 we Włodzimierzu) – niemiecki feldmarszałek, uczestnik I i II wojny światowej, w tym agresji na Polskę, Francję, państwa bałkańskie i ataku na Związek Radziecki. Zbrodniarz wojenny skazany po wojnie na dwadzieścia pięć lat więzienia.

## Życiorys

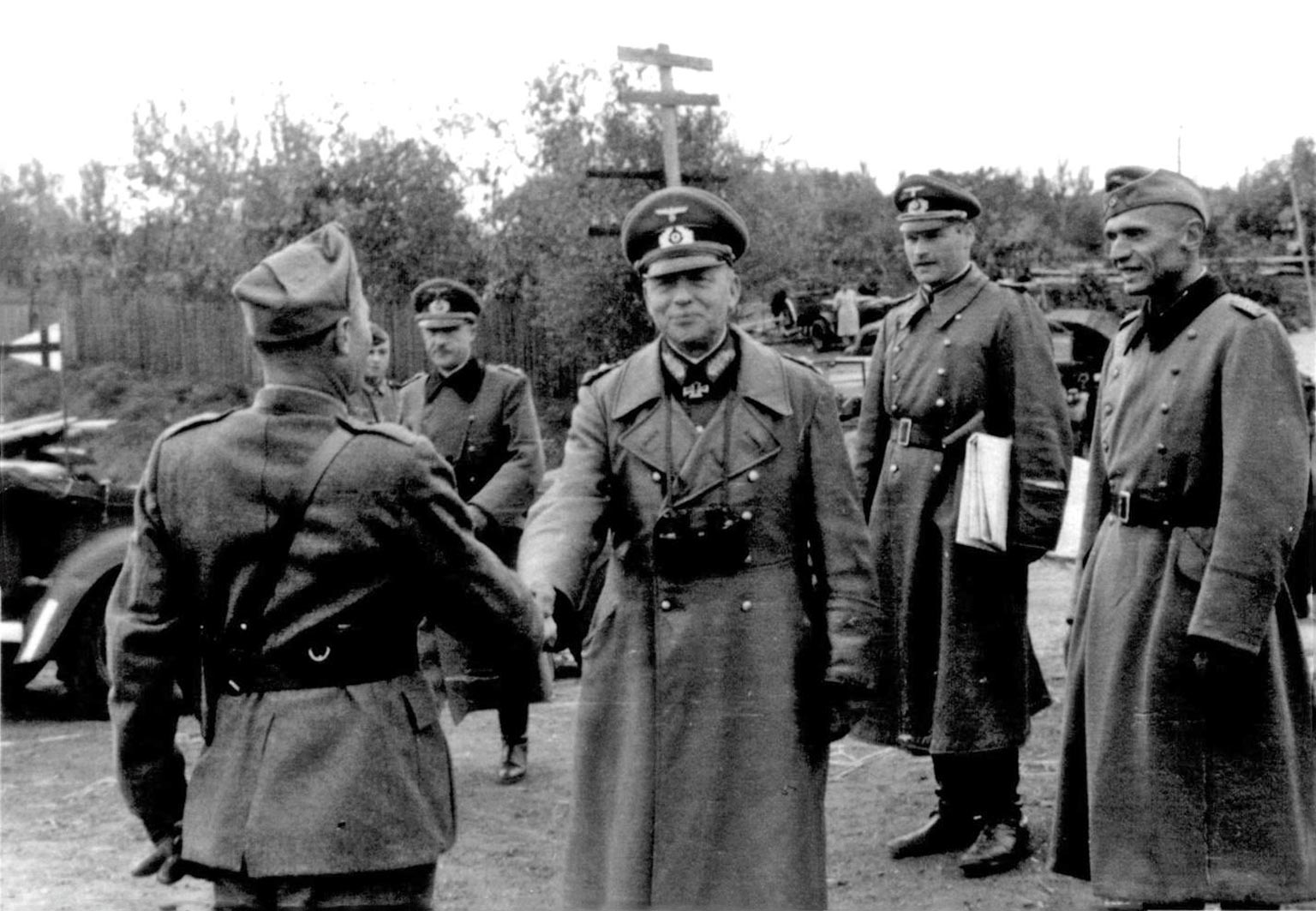
Ludwig Ewald von Kleist podczas spotkania z włoskimi oficerami niedaleko Dniepru (1941).

W 1939 roku, podczas ataku na Polskę dowodził XXII Korpusem Armijnym, w którego skład weszły od 2 września: 2 Dywizja Pancerna, 4 Dywizja Lekka i 3 Dywizja Górska.
W 1940 roku, podczas agresji na Francję dowodził Grupą Pancerną Kleist. W trakcie walk prosił o odwołanie Guderiana z dowodzenia XIX Korpusem, albowiem wbrew rozkazom kontynuował natarcie. Gen. Gerd von Rundstedt odrzucił prośbę, a Guderian odciął siły aliantów w Belgii. Dowodząc Grupą Pancerną Kleist Kleist mógł zniszczyć m.in. Brytyjski Korpus Ekspedycyjny, jednak 24 maja 1940 Hitler zabronił mu przeprowadzenia decydującego ataku, co umożliwiło ewakuację przez Dunkierkę około 338 tys. żołnierzy brytyjskich i francuskich.
W 1941 podczas inwazji na Bałkany stał na czele 1 Grupy Pancernej, która walczyła w Jugosławii i Grecji.
Podczas inwazji na Związek Radziecki w 1941 roku Kleist kierował działaniami 1 Armii Pancernej wchodzącej w skład GA Południe. Wykonała ona rajd z Lubelszczyzny nad Morze Azowskie, odcinając pięć radzieckich korpusów zmechanizowanych.
W 1942 roku stanął na czele Grupy Armii A, która prowadziła ofensywę na Kaukazie. W 1943 roku, po katastrofie stalingradzkiej kierował udanym odwrotem czterech niemieckich armii z Kaukazu i Kubania. Został wtedy mianowany feldmarszałkiem, będąc jedynym niemieckim oficerem awansowanym na ten stopień za działania defensywne.
30 marca 1944 von Kleist został odwołany ze stanowiska dowódcy Grupy Armii A, gdy wbrew wyraźnemu rozkazowi Hitlera wycofał podlegające mu wojska z zajmowanych pozycji, by uniknąć okrążenia. 
W 1945 roku Kleist został aresztowany przez wojska USA i przekazany władzom Jugosławii. Tam w 1946 roku został oskarżony o zbrodnie, których dokonał w trakcie kampanii bałkańskiej i skazany na 15 lat pozbawienia wolności. Następnie został przekazany ZSRR, gdzie został skazany na 25 lat pozbawienia wolności. Zmarł w 1954 roku w więzieniu we Włodzimierzu. Kleist był jedynym feldmarszałkiem III Rzeszy, który zmarł w radzieckiej niewoli.

## Awanse
- Podporucznik 1901
- Podpułkownik 1925[2]
- Generał major 1932
- Generał kawalerii 1936
- Generał pułkownik 1940
- Feldmarszałek 1943

## Ordery i odznaczenia
- Order Królewski Korony IV klasy z mieczami[2]
- Odznaka za Służbę Wojskową[2]
- Medal za Ratowanie Życia[2]
- Kawaler Orderu Zasługi Wojskowej z mieczami[2]
- Krzyż Honorowy Reusski z mieczami[2]
- Krzyż Żelazny II klasy
- Krzyż Żelazny I klasy
- Krzyż Rycerski 1940
- Liście dębu do Krzyża Rycerskiego 1942
- Miecze do Krzyża Rycerskiego z liśćmi dębu 30 marca 1944